# بكيزة باريشتا
تعد بكيزة باريشتا كاتبة تركية، وصحفية ومؤلفة أغاني.
بدأت بكيزة باريشتا مهنتها الصحفية في صحيفة «وسائل الإعلام الجديدة»، وعملت بكيزة أيضاً في قطاع الإعلانات في أعوام 1980.
ولكنها واصلت نشر مقالاتها الفنية والأدبية والسياسية أولا في مجلة الجمهورية ثم بعد ذلك في مجلات راديكال وأكتويل. وألفت بكيزة باريشتا الأغاني لتاركان، وسيرتاب إيرينر وليفنت يوكسل وبما في ذلك ألبوم «الزفاف والجنازة» والذي قام بغنائه جوران بريجوفيتش مع سيزين آكسو. كما عملت بكيزة باريشتا في جريدة شوان تاراف وكتبت مقالات بالعمود في زاوية تُسمى «الساحل». وعندما بلغت بكيزة باريشتا من العمر عشرون عاماً تزوجت بالكاتب أوغوز أتاي واستمر هذا الزواج لمدة تقدر بثلاث أعوام.

## وصلات خارجية
* الزاوية التي تُدعى الساحل في جريدة الحزب نسخة محفوظة 19 سبتمبر 2008 على موقع واي باك مشين.